# I Virtuosi Italiani
I Virtuosi Italiani è un'orchestra italiana fondata nel 1989 come Accademia I Filarmonici e acquisita nel 2007, con sede a Verona. L'orchestra è formata di base da un organico di 16 archi e basso continuo.

## Storia
L'orchestra nasce da un'idea di Alberto Martini, violinista solista, direttore del Teatro Ristori e docente al Conservatorio "Luca Marenzio" di Brescia e di Alberto Ambrosini, docente al Conservatorio "E.F. Dall'Abaco" di Verona. La loro attenzione e ricerca verso esecuzioni storicamente informate, li ha condotti a esibirsi nel repertorio barocco e classico anche su strumenti originali.
Nel 2000 hanno collaborato all’allestimento dell’Apollon musagète di Igor' Fëdorovič Stravinskij con il New York City Ballet. 
Nel 2001 hanno eseguito tutte le opere in un atto di Gioachino Rossini per il Théâtre national de l'Opéra-Comique e hanno tenuto due concerti al Konzerthaus di Vienna.
Nel 2007 hanno suonato al Senato della Repubblica Italiana in un concerto trasmesso in diretta su RAI 1. Sempre nello stesso anno, il “Concerto per la Vita e per la Pace” eseguito a Roma, Betlemme e Gerusalemme e trasmesso dalla RAI in Mondovisione, oltre a un concerto presso Sala Nervi in Vaticano alla presenza del Papa.
Dal 2011 al 2024 sono stati complesso residente con una Stagione Concertistica nella Chiesa dell’Ospedale della Pietà a Venezia, luogo in cui Antonio Vivaldi suonò, insegnò e compose per tutta la sua vita.
Nel 2021 Arte Concert Klassik ha registrato un concerto live dal Teatro Olimpico di Vicenza, con solista Wayne Marshall, per i 1600 dalla fondazione di Venezia.

Così scrive Enrico Girardi sul “Corriere della Sera”:
«I Virtuosi Italiani sono un ensemble di assoluto valore. Affrontano il barocco, il classico e il contemporaneo non solo con disinvoltura, ma con una grinta, uno smalto e una "adrenalina" che produce vita e tensione senza portare oltre i limiti di una saggia pertinenza stilistica».

## Registrazioni
Per Unitel Classica sono usciti i DVD delle opere di Giovanni Battista Pergolesi “Il Prigionier Superbo”, “La Serva Padrona” e “La Salustia” e di G. B. Spontini “La Fuga in Maschera”, dirette da Corrado Rovaris.
Nel 2018 hanno realizzato un album con le più famose ouverture dalle opere di Gioacchino Rossini per il 150º anniversario dalla morte del compositore, pubblicato dalla casa discografica CPO.
Nel settembre 2018 è stata pubblicata per la Deutsche Grammophon una registrazione dedicata a una monografia di Morten Lauridsen. L'album ha ricevuto la nomination degli Opus Klassik Awards 2019, il più importante premio per la musica classica in Germania.
Nel dicembre 2021 è stato loro assegnato il Diapason D'Ord de L'année 2021, sotto la direzione di Corrado Rovaris, con i tenori Lawrence Brownlee e Michael Spyres, per il CD Warner Classics - Erato, interamente dedicato a Rossini, intitolato “Amici&rivali”.